# Campionato oceaniano femminile di pallacanestro 1982
Il 3º Campionato Oceaniano Femminile di Pallacanestro FIBA (noto anche come FIBA Oceania Championship for Women 1982) si è svolto dal 21 al 24 ottobre 1982 in Australia.
I Campionati oceaniani femminili di pallacanestro sono una manifestazione biennale tra le squadre nazionali femminili del continente, organizzata dalla FIBA Oceania.

## Squadre partecipanti
- Australia
- Nuova Zelanda

## Gare
|  | Finale        |               |    |    |    |  |
|  |               |               |    |    |    |  |
|  | Australia     | Australia     | 66 | 64 | 85 |  |
|  | Nuova Zelanda | Nuova Zelanda | 46 | 32 | 55 |  |

|  | Australia | 66 – 46 (29-16) | Nuova Zelanda |  |

|  | Australia | 64 – 32 (36-13) | Nuova Zelanda |  |

|  | Australia | 85 – 55 (39-22) | Nuova Zelanda |  |

## Campione
Australia
(3º titolo)

## Classifica finale
| Posizione | Squadra       | Vinte/Perse |
| --------- | ------------- | ----------- |
| Oro       | Australia     | 3–0         |
| Argento   | Nuova Zelanda | 0-3         |